# Dicellopyge
Dicellopyge è un genere di pesci ossei estinto, appartenente ai paleonisciformi. Visse nel Triassico medio (Anisico, circa 247 - 245 milioni di anni fa) e i suoi resti fossili sono stati ritrovati in Sudafrica.

## Descrizione
Questo pesce era di piccole dimensioni, e di rado superava i 15 centimetri di lunghezza. Il corpo era slanciato e affusolato. Il cranio era corto, con un rostro ben sviluppato. L'osso frontale era largo posteriormente, mentre il parietale era piccolo. La serie opercolare era moderatamente obliqua, e includeva a volte un opercolare accessorio. Le ossa dermiche del cranio erano ornamentate con piccole creste e, nel caso dell'osso postrostrale, con tubercoli. La dentatura era costituita da denti aguzzi disposti lungo due file. Le scaglie erano quadrangolari e dotate di un margine posteriore a pettine. La pinna caudale era profondamente biforcuta, eterocerca, con il lobo superiore nettamente più lungo. Il margine posteriore del lobo superiore era fortemente sviluppato in una curva a forma di S. La linea laterale si estendeva nel lobo superiore della coda ed era separata dal suo margine posteriore da una fila di scaglie dirette antero-posteriormente.

## Classificazione
Il genere Dicellopyge venne descritto per la prima volta nel 1931 da James Brough, sulla base di fossili ritrovati nella "zona a Cynognathus" in Sudafrica. Brough descrisse due specie, Dicellopyge macrodentatus e D. lissocephalus, distinte sulla base di caratteristiche delle scaglie e della morfologia della coda. Un'altra specie successivamente attribuita a questo genere è D. draperi, sempre del Triassico medio del Sudafrica.
Dicellopyge è stato attribuito ai paleonisciformi, un grande gruppo di pesci ossei arcaici, in una famiglia a sé stante (Dicellopygidae). Successivamente è stato considerato un membro dei paleonisciformi affine ai generi Acrolepis, Cornuboniscus, Belichthys, Amblypterus e Paramblypterus.